# Mustela nivalis stoliczkana
Mustela nivalis stoliczkana es una subespecie de  mamíferos carnívoros  de la familia Mustelidae subfamilia Mustelinae.

## Distribución geográfica
Se encuentra en Xinjiang, China.